# Клодницький Іван Іванович
Іван Іванович Клодницький (9 жовтня (27 вересня ст. ст.) 1884, м. Гатчина, — 10 листопада 1949, Київ, УРСР) — генетик і ентомолог, дослідник у галузі тваринництва, доктор сільськогосподарських наук (1940).

## Життєпис
Народився в сім'ї військового інженера Івана Климентійовича Клодницького та його дружини Надії Аристархівни Аскочинської. Мав старших сестер Пелагею та Надію. 1897 року родина переїхала до Києва в зв'язку з виходом батька у відставку. Наступного року Клодницький-старший помер, похований на Байковому кладовищі
Навчався в Київському політехнічному інституті. Виключений звідти за політичну діяльність і участь у революції 1905 року. Перебував протягом 8 місяців у Бутирській тюрмі в Москві, після чого висланий за кордон. У 1907—1912 роках навчався в Фрайбурзькому університеті, потім стажувався в Августа Вейсмана з генетики.
1914 року повернувся до Російської імперії. Працював у зоологічній лабораторії в Петербурзі. 
У 1918 році повернувся до Києва. 1919 року був співробітником Комітету вивчення фауни УАН і згодом працював у Зоологічному музеї ВУАН до 1923 року. В цей період досліджував попелиць, щодо яких опублікував принаймні дві праці, зокрема описав новий для науки вид нового роду, що залишається визнаним, Ctenocallis dobrovljanskyi Klodnitsky, 1924.
Одночасно з 1921 року викладав генетику в Київському інституті народної освіти. З 1926 року викладав у Київському ветеринарно-зоотехнічному інституті. У 1930-ті роки працював у відділі генетики Інституту зоології і біології АН УРСР.
У 1933—1936 роках був першим завідувачем кафедри генетики та розведення сільськогосподарських тварин Білоцерківського сільськогосподарського інституту.
У 1942—1943 роках був директором Інституту тваринництва Райхскомісаріату «Україна».
У 1946—1947 роках знову працював професором Білоцерківського сільськогосподарського інституту.
Мав дружину Яніну та сина Івана.

## Наукові праці
- Генетика та розплодження свійських тварин. К., 1927
- Свійські тварини. Походження. Спадковість. Племінний добір. Х., 1927
- Штучне викликання мутацій у курей шляхом рентгенізації сперми. К., 1936
- Спадковість молочності та оцінка плідників великої рогатої худоби. К.; Х., 1940

### Наукові статті
- Клодницкий И. И. Новый вид и род тли из окрестностей Киева. Труды IV Всерос. энтомол.-фитопат. съезда 1922 года. 1924. 61–63.
- Клодницкий И. И., Булах О. К., Воедило А. Л. Симменталы племсовхоза «Тростянец» и селекционно-племенная работа с ними. Советская зоотехния. 1939. No8. С. 28–34.
- Клодницький І. Генетика й скотарство. Записки Київського ветеринарно-зоотехнічного інституту. Т. 1. К., 1924. С. 59–77.
- Клодницький І. Змінливість і кореляція тіла в великої рогатої худоби. Записки Київського ветеринарно-зоотехнічного інституту. Т. 4. К., 1926. С. 34–42.
- Клодницький, І. І., Монець П. В. Стадо Тростянецького держплемрозплідника. Соціалістичне тваринництво. 1941. No 1. С. 44–48.
- Клодницький, І. І., Монець П. В. Стадо Тростянецького держплемрозплідника. Соціалістичне тваринництво. 1940. No 10. С. 13–20.
- Клодницький І. І. Спадковість молочності та оцінка плідників великої рогатої худоби. К.–Х., 1940. 173 с.
- Клодницький І. І., Черняховський І. С., Козлов Г. І. Розплід та годівля птиці. К.–Х., 1940. 198 с.

### Інше
- Клодницький І. Як утворилися культурні породи рогатої худоби [Архівовано 13 листопада 2021 у Wayback Machine.]. Більшовик. Київ. No233(1131). Неділя, 12 жовтня, 1924. С. 4.